# Jan Brokken
Jan Brokken (Leiden, 10 juni 1949) is een Nederlandse auteur.   

## Levensloop
Brokken werd op 10 juni 1949 in het Diaconessenhuis van Leiden geboren, niet zo lang na de terugkeer van zijn ouders uit Nederlands-Indië. Zijn vader, theoloog, had op Celebes en Selayer wetenschappelijk onderzoek gedaan naar islamitische bewegingen. "Mijn nieuwsgierigheid naar andere culturen en levenswijzen heb ik onmiskenbaar van mijn vader," zei Brokken in een interview, "mijn reislust en de behoefte om mijn indrukken op papier te zetten van mijn moeder." Met zijn kennis van de islam kon vader Brokken in het Nederland van de jaren vijftig weinig aan. Hij werd predikant van de Nederlandse Hervormde Kerk.

### Jeugd
Het grootste deel van zijn jeugd bracht Brokken in het Zuid-Hollandse dorp Rhoon door, het decor van zijn romans De provincie, Mijn kleine waanzin en De Vergelding. Hij doorliep de middelbare school in Rotterdam, studeerde aan de School voor Journalistiek in Utrecht en aan het Institut d’Etudes Politiques van de universiteit van Bordeaux in Frankrijk.
Jan was de jongste van drie kinderen. Zijn beide broers waren in Makassar geboren: "Als domineeszoon was ik een buitenstaander in het dorp. En thuis was ik ook een buitenstaander. Ik had als enige de oorlog niet meegemaakt, had als enige niet in een kamp gezeten en had als enige de tropenzon niet voelen steken."

### Journalist
In 1973 trad Brokken in dienst van dagblad Trouw. Drie jaar later stapte hij over naar weekblad Haagse Post. Voor Trouw schreef hij reportages, voor HP interviews en portretten die gebundeld werden in Het volle literaire leven (1979), Schrijven (1980), Met musici (1987) en Spiegels (1993).
In Bordeaux trouwde Brokken met Marie-Claude Hamonic, die in 1972 haar studie in de Franse literatuur van de middeleeuwen afrondde. Frankrijk werd Brokkens tweede vaderland: hij maakte er tal van reportages en interviews, die uitgeverij Atlas in 2004 bijeenbracht onder de titel Zoals Frankrijk was.

### Schrijver
In 1984 debuteerde Brokken met de roman De provincie. Twee jaar later verscheen zijn verhalenbundel "De zee van vroeger". In het verhaal Het laatste oordeel maakt een vader samen met zijn zoon een keuze uit de boeken die hij mag meenemen naar het bejaardentehuis. Uit de veertig strekkende meter boeken moet hij één meter kiezen. Door de boeken die hij uiteindelijk meeneemt, ontstaat een portret van de man. Ieder van die boeken vertelt een episode uit zijn leven. Joost Zwagerman nam het verhaal op in zijn in 2004 verschenen bloemlezing van de beste korte verhalen uit de Nederlandse literatuur.
In 1988 ontving Brokken voor zijn verhalenbundel De zee van vroeger de Lucy B. en C.W. van der Hoogtprijs. Twee jaar eerder had hij de journalistiek vaarwel gezegd: "De reguliere journalistiek dan. Voor mij maakt het etiket niet veel uit. (...) Mijn eerste boek, de biografie Mata Hari, de waarheid achter de legende, schreef ik tussen de korte stukjes voor de krant door. Het verscheen in 1975, een jaar voordat ik redacteur van HP werd. Bij mijn sollicitatie speelde het een belangrijke rol. Uiteindelijk bleven nog drie kandidaten over; ik werd gekozen omdat ik een boek had geschreven: het beste bewijs dat ik werk van langere adem kon leveren. Het is dus niet zo dat de journalistiek me bij de literatuur bracht, het is andersom."

Jan Cremer stelde over Brokken "Voor het eerst een Nederlandse schrijver die zich kan meten met Graham Greene."

### Reizen
Voor de verhalen uit De zee van vroeger koos hij de locaties Indonesië, China en Rusland. Het was het begin van een rusteloos bestaan. Brokken woonde en reisde gedurende zes jaar in West-Afrika en schreef romans en reisverhalen die in Burkina Faso, Ivoorkust en Gabon spelen: Zaza en de president, De moordenaar van Ouagadougou, De regenvogel en Nog een nacht.

### Caribische tijd
In 1992 verhuisde Brokken naar het Caribische gebied. Hij publiceerde Goedenavond, mrs. Rhys, over de jeugd van de op Dominica geboren schrijfster Jean Rhys, de bundel Vulkanen vanaf zee, met op Guadeloupe, Martinique en Curaçao gesitueerde verhalen, de grote zeeroman De blinde passagiers en de op Curaçao spelende roman De droevige kampioen. Vanuit Curaçao ondernam hij vele reizen naar Zuid-Amerika, die resulteerden in het non-fictieboek Jungle Rudy en de fictieroman Voel maar.
In De droevige kampioen beschreef Brokken met de sportheld Riki Marchena de teleurstelling van de eerste generatie zwarte opinieleiders op de Caribische eilanden. De roman werd niet genomineerd voor de Libris Literatuur Prijs, maar de jury vermeldde in het perscommuniqué wel dat ze dit "razend knap vertelde verhaal" ook graag in de shortlist had opgenomen. Op basis van het boek maakte Sander Burger het docudrama "De droevige kampioen" dat de VPRO in drie delen uitzond in 2022. Boek en film zorgden voor een rehabilitatie van tafeltennisser Robert Hosé, de man die model stond voor Riki Marchena. 

### In Nederland
De blinde passagiers werd genomineerd voor de Gouden Uil, Voel maar voor de Libris Literatuur Prijs. Met De blinde passagiers bereikte Brokken voor het eerst een groot publiek, ook in Duitsland.
Na vijftien jaar wonen en reizen in het buitenland keerde Brokken in 2002 naar Nederland terug. In 2004 verscheen zijn autobiografische roman Mijn kleine waanzin. Vier jaar later publiceerde Brokken de even persoonlijke roman In het huis van de dichter, over zijn vriendschap met de Russische meesterpianist Youri Egorov: "Mijn kleine waanzin vertelt de jaren vijftig en zestig op het Hollandse platteland, In het huis van de dichter de jaren zeventig en tachtig in Amsterdam. Dat was de opzet: een persoonlijke tijdsgeschiedenis van pakweg een halve eeuw in verhalende vorm." Voor Mijn kleine waanzin ontving Brokken de Icodo Prijs, uitgereikt door de gezamenlijke stichtingen hulp aan oorlogsslachtoffers. Maarten 't Hart oordeelde over "In het huis van de dichter": "Ik neem heel diep mijn hoed af voor dit boek. Aan zijn toch al imposante oeuvre heeft Jan Brokken een zeldzaam geslaagd meesterwerk toegevoegd. Het is hartverscheurend." Zestien jaar na verschijnen oogstte "In het huis van de dichter" nog steeds de hoogste lof, het boek wordt regelmatig uitgeroepen tot het beste muziekboek aller tijden. Opvallend genoeg kreeg alleen de Italiaanse editie een grote literaire prijs.  
Ook een muziekboek, maar van een geheel andere orde publiceerde Brokken in 2005 Waarom elf Antillianen knielden voor het hart van Chopin, een cultuurhistorische verkenning waarvoor hij tien jaar onderzoek had gedaan. Door de geschiedenis van de Caribische muziek te achterhalen, probeerde hij de wortels van de Antilliaanse samenleving bloot te leggen.

### Recente jaren
Brokken woont wisselend in Amsterdam en aan de Franse Atlantische kust, als hij niet op reis is. Toen hij In het huis van de dichter had voltooid en wachtte op de commentaren van zijn uitgever, schreef Brokken in enkele weken de novelle Feininger voorbij: "Ik had even zin in iets korts, iets bizars, iets luchtig..." In maart 2009 verscheen Feininger voorbij, een novelle over de confrontatie tussen Oost en West. 
In 2010 volgde het monumentale "Baltische zielen", een boek dat zich in geen enkele categorie liet vangen maar vrijwel direct werd aangemerkt als Brokkens opus magnum, vijftien familiegeschiedenissen in Estland, Letland en Litouwen, op magistrale wijze verteld. Ook internationaal oogstte het boek de hoogste lof, Le Monde, Le Figaro, Corriere della sera, La Repubblica, Il Manifesto en zo'n beetje alle Italiaanse kranten noemden het een meesterwerk, het boek werd in vele talen vertaald, en nog steeds verschijnen nieuwe vertalingen, waardoor het aantal talen waarin werk van Jan Brokken verscheen opliep tot eenentwintig. Met De Vergelding, dat in 2013 verscheen, zette het succes zich voort, en Jan Brokken schaarde zich bij de best verkopende non-fictie auteurs in Nederland en Europa. "De vergelding" behandelt een vergeten oorlogsgeschiedenis, de fusillade van zeven burgers door de Duitse bezetter bij de buurtschap Het Sluisje, maar het is veel meer: een reconstructie een dorp in tijden van oorlog, van hoe gewone burgers met elkaar omgaan in een ongewone tijd als de Tweede Wereldoorlog. Net als in "Baltische zielen" maakt Jan Brokken in "De vergelding" de Grote Geschiedenis invoelbaar door een aantal kleine, persoonlijke geschiedenissen te vertellen. In het grote diffuse beeld tekent Jan Brokken een aantal haarscherpe, kleine portretten, die de gebeurtenissen de levendigheid geven van een thriller. Men moest nog wel wennen aan dit geheel nieuwe genre, 'Baltische zielen" werd voor niet één prijs genomineerd, laat staan dat het bekroond werd, "De vergelding" kreeg acht nominaties maar kon uiteindelijk slechts rekenen op de J. Dutilhprijs, de prijs voor het beste geschiedenisboek van Rotterdam en omgeving.   
In Zeedrift maakt Brokken de som op van vijfendertig jaar reizen. De eerste versie van het verhaal Woestijnkonijn schreef hij al in 1974. "De bijzondere momenten," vat Brokken Zeedrift samen. "De onverwachte ontmoetingen. De mensen en de dingen die ik me blijf herinneren van Egypte, Italië, Indonesië, China, Curaçao, Aruba, Guatemala en zoveel andere plekken."
In het huis van de dichter werd door Klassiek Centraal bekroond met een Gouden Label. Ingrid Kroon noemt Zaza en de president een beginpunt van een nieuw genre in de Nederlandse literatuur, een mengeling van persoonlijk reisverslag, fictie en documentaire: "Jan Brokken is geen 'literaire' schrijver in de klassieke zin des woords, doordat hij fictie met non-fictie verenigt. Maar zijn poging om verschillende schrijfculturen met elkaar te laten versmelten is bijzonder genoeg om dit als een verdienste voor de literatuur te erkennen. Hij heeft werkelijk een nieuw genre toegevoegd aan de Nederlandse literatuur."

## Bestseller 60
| Boeken met noteringen in de Nederlandse Bestseller 60 | Jaar van verschijnen | Datum van binnenkomst | Hoogste positie | Aantal weken | Opmerkingen |
| ----------------------------------------------------- | -------------------- | --------------------- | --------------- | ------------ | ----------- |
| De vergelding                                         | 2013                 | 30-01-2013            | 1(2wk)          | 25           |             |
| De kozakkentuin                                       | 2015                 | 04-11-2015            | 13              | 11           |             |
| De gloed van Sint- Petersburg                         | 2016                 | 02-11-2016            | 37              | 3            |             |
| De rechtvaardigen                                     | 2018                 | 09-10-2018            | 11              | 11           |             |
| Stedevaart                                            | 2020                 | 05-02-2020            | 46              | 6            |             |
| De tuinen van Buitenzorg                              | 2021                 | 10-02-2021            | 4               | 19           |             |
| De kampschilders                                      | 2022                 | 19-10-2022            | 31              | 4            |             |
| De ontdekking van Holland                             | 2024                 | 28-02-2024            | 4               | 13           |             |
| De weemoed van de reiziger                            | 2025                 | 11-06-2025            | 9               | 11*          |             |

## Verfilmingen
Vier boeken van Brokken werden verfilmd:
- De provincie, speelfilm, regie Jan Bosdriesz, met in de hoofdrollen Thom Hoffman, Pierre Bokma, Gijs Scholten van Aschat en Tamar van den Dop;
- Goedenavond, mrs. Rhys, televisiedocumentaire, regie Jan Louter, onder de titel They destroyed all the roses, en
- Jungle Rudy, een door Rob Smits geregisseerde documentaire bioscoopfilm.
- De droevige kampioen, driedelig docudrama van Sander Burger, in het voorjaar van 2022 uitgezonden door de VPRO

Een vijfde en zesde boekverfilming zijn in voorbereiding: In het huis van de dichter en De vergelding

## Prijzen
- 1988 - Lucy B. en C.W. van der Hoogtprijs voor De zee van vroeger
- 1996 - Jonge Lezersprijs Gouden Uil voor De blinde passagiers
- 2004 - ICODO-prijs
- 2008 - De Onregelmatige Omslagprijs
- 2013 - Mr. Jacques Dutilhprijs voor het beste boek over de geschiedenis van Rotterdam voor De vergelding
- 2016 - Premio letterario Giuseppe Acerbi voor In het huis van de dichter
- 2019 - Antsiferov Prijs voor De gloed van Sint-Petersburg[3]
- 2020 - Premio Tribuk dei Librai voor I giusti, de Italiaanse vertaling van De rechtvaardigen
- 2023 - Gouden Ganzenveer
- 2023 - de Italiaanse Premio Chatwin alla carriera (Bruce Chatwin Lifteme Achievement Award 2023) voor zijn gehele oeuvre.[4]
- 2024 - de Italiaanse Premio De Sanctis 'Europa'  voor zijn gehele oeuvre en zijn bijdrage aan de Europese cultuur[5]